# Into the Blue (2005)
Into the Blue (Brasil: Mergulho Radical / Portugal: Profundo Azul) é um filme de 2005 estrelado por Paul Walker e Jessica Alba.
A sua sequência, Into the Blue 2: The Reef, foi lançada diretamente em vídeo em 2009.

## Sinopse
Into the Blue é uma aventura submarina excitante e cheia de tensão passada nas águas infestadas por tubarões das Bahamas. Quando quatro jovens mergulhadores encontram os restos lendários de um naufrágio - cujos rumores diziam conter milhões em ouro - eles começam a crer que seu sonho de encontrar um tesouro enterrado se realizou. Mas, próximo dali, no leito marinho, eles descobrem outro mistério, bem mais sinistro. Os amigos caçadores de fortuna fazem um pacto para manter ambas as descobertas em silêncio para que possam escavar o naufrágio antes que outro caçador de tesouros rival descubra seu segredo e chegue ao ouro antes deles. Mas com tantas coisas em jogo, a lealdade deles é posta à prova. Encontrando perigos inesperados a cada instante, os caçadores de repente se tornam a presa.

## Elenco
- Paul Walker  .... Jared
- Jessica Alba .... Sam
- Scott Caan .... Bryce
- Ashley Scott .... Amanda
- Josh Brolin .... Bates
- James Frain .... Reyes
- Tyson Beckford .... Primo
- Dwayne Adway .... Roy

## Crítica
Into the Blue tem recepção geralmente desfavorável por parte da crítica especializada. Possui Tomatometer de 21% em base de 125 críticas no Rotten Tomatoes. Por parte da audiência tem 58% de aprovação.